# Gentiana penetii
Gentiana penetii là một loài thực vật có hoa trong họ Long đởm. Loài này được (Litard. & Maire) Romo mô tả khoa học đầu tiên năm 1988.